# Gare Wiesbaden-Schierstein
La gare Wiesbaden-Schierstein est une gare ferroviaire allemande, de la ligne de la droite du Rhin (de). Elle est située à Schierstein, un quartier au sud du centre-ville de Wiesbaden dans le Land de Hesse.
Elle est mise en service en 1856. C'est une gare de la Deutsche Bahn (DB), desservie par le Regional-Express.

## Service des voyageurs

### Intermodalité
Des bus desservent la gare.